# Piper (gisement de pétrole)
Pour les articles homonymes, voir Piper.
Piper fut l'un des plus grands gisements pétroliers britanniques. Il se trouve en mer du Nord centrale, à environ 190 km d'Aberdeen. Découvert en 1973, il présentait des réserves initiales de 1 Gbbl environ. La production commença en 1976 et atteignit brièvement 250 kbbl/j depuis deux plates-formes (Piper-Alpha et Piper Bravo). L'opérateur était la compagnie californienne Occidental Petroleum (abrégé en « Oxy »).
La production avait déjà commencé à décliner fortement lorsque le gisement obtint tragiquement une notoriété mondiale, avec l'explosion de la plate-forme Alpha, le 6 juillet 1988, qui tua 167 ouvriers. Elle était due à une fuite de condensats. Oxy suspendit non seulement la production de Piper, mais aussi de nombreux autres gisements britanniques, les plates-formes étant modifiées pour améliorer les normes de sécurité.
Il restait néanmoins des réserves importantes dans le gisement, et l'autre plate-forme, modifiée, fut remise en service en 1993. Le gisement produisit à nouveau près de 100 kbbl/j en 1995, puis déclina une deuxième fois. La production actuelle (environ 10 kbbl/j) et les réserves restantes sont marginales.